# Charles Christiaan Pouwels

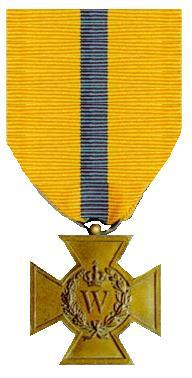
Bronzen Kruis

Charles Christiaan Pouwels (Padang Panjang, 25 september 1923 - Rawicz, 30 april 1944) was sergeant bij de Nederlandse Koninklijke Marine tijdens de Tweede Wereldoorlog. Pouwels werd op Sumatra geboren, maar woonde in Bandung.
Tijdens de Tweede Wereldoorlog werd hij in Londen door de SOE opgeleid tot marconist. Op 24 oktober 1942 werd hij bij Holten geparachuteerd. Hij werd door de Duitsers opgewacht en was een van de slachtoffers van het Englandspiel. Hij werd in kamp Haaren geplaatst en later overgeplaatst naar concentratiekamp Rawicz, waar hij werd geëxecuteerd samen met Arie Mooy, Jacob Bakker, Humphrey Max Macaré, Felix Dono Ortt, Frederik Willem Rouwerd en Hermanus Parlevliet.

## Onderscheiden
- Bronzen Kruis, 1953 (postuum)